# Heinrich von Oldenburg-Bruchhausen
Heinrich Graf von Oldenburg-Bruchhausen auch Heinrich V. Graf von Oldenburg-Wildeshausen und Bruchhausen (* vor 1232; † nach 1270) war ab 1241 Graf von Bruchhausen und ab etwa 1259 Graf von Neubruchhausen. Er entstammte dem Wildeshausener Zweig des Hauses Oldenburg.

## Leben
Seine Eltern waren der 1234 im Stedingerkrieg gefallene Heinrich III. von Oldenburg-Wildeshausen und Ermtrud (auch Ermintrudis) von Schoten-Breda (de Schodis), Tochter des Grafen Heinrich II. von Breda.
Solange er und seine jüngeren Brüder unmündig waren, fungierte offensichtlich ihr Vetter, Heinrich IV. von Oldenburg-Wildeshausen (der Bogener), als ihr Vormund. 1241 urkundeten die Söhne Heinrichs III. erstmals selbständig. Seit 1249 nannte sich Heinrich zur Unterscheidung von dem Wildeshauser Vetter mehrfach auch „iunior“.
Er und sein Bruder Ludolf (bezeugt 1241 bis 1278) konzentrierten sich auf die Wahrnehmung der ihnen zugefallenen Besitz- und Herrschaftsrechte auf die Grafschaft Bruchhausen. Diese war zwischen 1220 und 1233, anscheinend 1227 oder 1228, von den Brüdern Heinrich III. und Burchard von Oldenburg-Wildeshausen († 1233) dem Erzbischof von Bremen Gerhard II. übertragen worden und wurden von ihnen anschließend als Lehen zurückempfangen. Heinrich war als ältester Nachkomme Graf von Bruchhausen, nahm seine Herrschaftsfunktionen aber weitgehend gemeinsam mit dem jüngeren Bruder Ludolf wahr. Sie bewohnten lange Zeit gemeinsam die Burg Altbruchhausen und stellten 1257 eine Urkunde mit der Ortsangabe „in Castro nostro Brochusen“ aus. Um 1259 wurde die Herrschaft dann zwischen den Brüdern geteilt. Heinrich wurde Graf von Neubruchhausen, Ludolf erhielt Altbruchhausen. Um 1260 siedelte Heinrich entsprechend auf die von ihm erbaute Burg Neubruchhausen über.
Die Linie der Grafen von Altbruchhausen erlosch mit Graf Otto († nach 1298). Auch die Linie der Grafen von Neubruchhausen erlosch im 14. Jahrhundert und Neubruchhausen, wie schon vorher auch Altbruchhausen, fiel an die Grafen von Hoya.

## Ehe
Heinrich war verheiratet mit Ermgard, Tochter Graf Heinrichs II. von Hoya. Sie begründeten die Neubruchhauser Linie des Hauses Oldenburg.